# Župnija Divača
Župnija Divača je rimskokatoliška teritorialna župnija Kraške dekanije Škofije Koper.

## Sakralni objekti
- župnijska cerkev sv. Antona Puščavnika v Divači
- podružnica sv. Trojice v Dolnjih Ležečah
- podružnica sv. Helene na Gradišču
- podružnica sv. Kancijana v Škocjanu
- podružnica sv. Brica v Naklem